# Puertas de suicidio

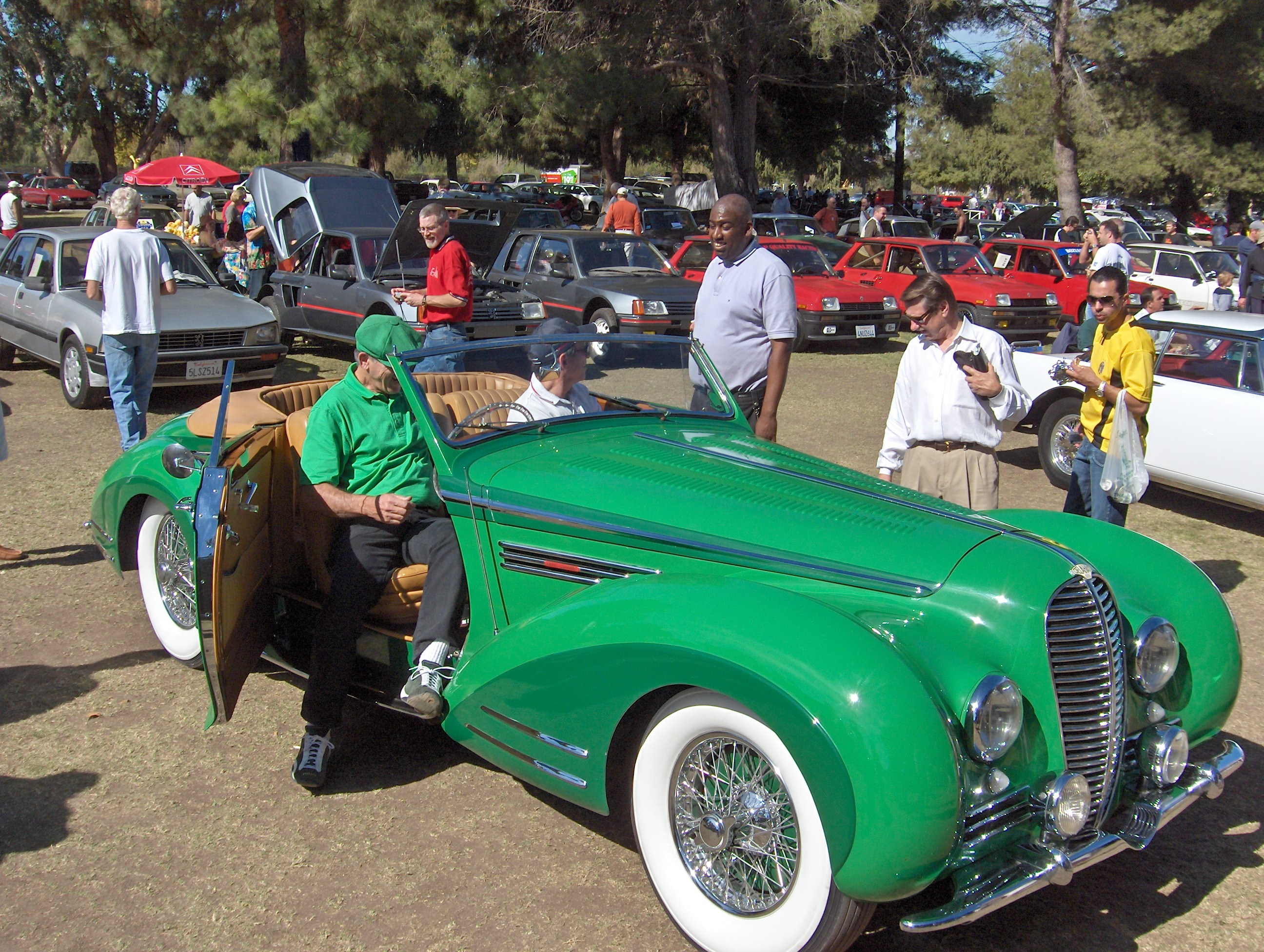
Delahaye Type 135, un coche con puertas de suicidio.

A las puertas de apertura inversa se les debe llamar puertas de vagón.  Coloquialmente se les suele llamar puertas de suicidio (o "puertas suicidas") en EE. UU.. En Inglaterra, empero les llaman puertas de vagón. Se trata de un tipo de puertas usadas en algunos automóviles que se caracterizan por abrirse en dirección contraria a las puertas convencionales más comunes, es decir, las bisagras están en la parte trasera de la puerta (la más cercana a la parte posterior del vehículo) y el picaporte en la parte delantera, abriéndose "a favor" del sentido de la marcha del vehículo.
Este sistema puede usarse en las puertas delanteras (que serían las dos únicas puertas de acceso al habitáculo en un coche de dos puertas tipo cupé) o en las puertas traseras, donde normalmente va montado con puertas delanteras convencionales. En estos casos suelen denominarse puertas tipo concha pues cada puerta abre hacia un lado, aun cuando no ocurre como en las valvas de una concha donde las valvas están superpuestas y las bisagras son comunes. La inspiración en el mundo animal para el diseño de automóviles es algo normal y suele generar estructuras que frecuentemente pasan a denominarse como el animal correspondiente.
Las puertas suicidas fueron comunes entre diversas marcas como Peugeot en sus modelos primitivos. A partir de los años 1960 han sido poco habituales y su inclusión en modelos de serie podría decirse que nunca ha desaparecido, pero ha sido excepcional. Las marcas de automóviles no suelen emplear el término puertas suicidas por las connotaciones negativas del término. Rolls Royce y Mazda han redefinido el término con expresiones como puertas de bisagras traseras, puertas estilo autobús o puertas de estilo libre. Opel en su modelo Meriva usó el término FlexDoor para sus campañas publicitarias.

## Origen del término
Hay varias teorías que explicarían la denominación de puertas suicidas. Empezando por la supuesta peligrosidad del sistema, sobre todo en los primeros automóviles que se fabricaban, hasta la era de los gánsteres y la lucha entre bandas mafiosas. El nombre refleja el aumento del peligro de caída o succión del pasajero por parte de la puerta si esta llega a abrirse mientras el coche está en movimiento. El riesgo potencial es evidente: cuando se circula a gran velocidad, el rápido movimiento del aire alrededor del coche crea una zona de baja presión, que actúa como una fuerza exterior en la puerta, intentando abrirla. El efecto en las puertas convencionales es el opuesto, tratando de cerrar la puerta. Este problema aumenta en una curva. La fuerza centrífuga junto con la baja presión del aire que se mueve alrededor del coche tienden a abrir la puerta y arrojar al ocupante si no lleva puesto el cinturón de seguridad. Esto se trata de evitar con cierres más fuertes especialmente diseñados para estas puertas. En 1969, la revista de una organización de consumidores de los EEUU, Consumer Reports, informó que en una prueba a baja velocidad con uno de los primeros  microcoches japoneses importados a ese país, el Subaru 360, el cual incluiá puertas suicidas, éstas cedieron a la fuerza del aire, golpendose contra la parte trasera de la carrocería, al no estar sujetas con la suficiente firmeza. La velocidad no superaba las 20 mph (unos 32 km/h).
Actualmente, algunos vehículos recientes llevan un conjunto de puertas que se abren desde el centro de la carrocería. Las delanteras son convencionales y las traseras se abren desde delante. Ambas se solapan, y para abrir las puertas posteriores se deben abrir las delanteras aunque sea parcialmente. De esta forma se evita que se abran en marcha.

## Ventajas
Este sistema presenta también algunas ventajas:
- Más facilidad para entrar y salir de los vehículos.
- Para el conductor, más fácil acceso al cerrojo de las puertas traseras.

## Ejemplos de automóviles con puertas de suicidio

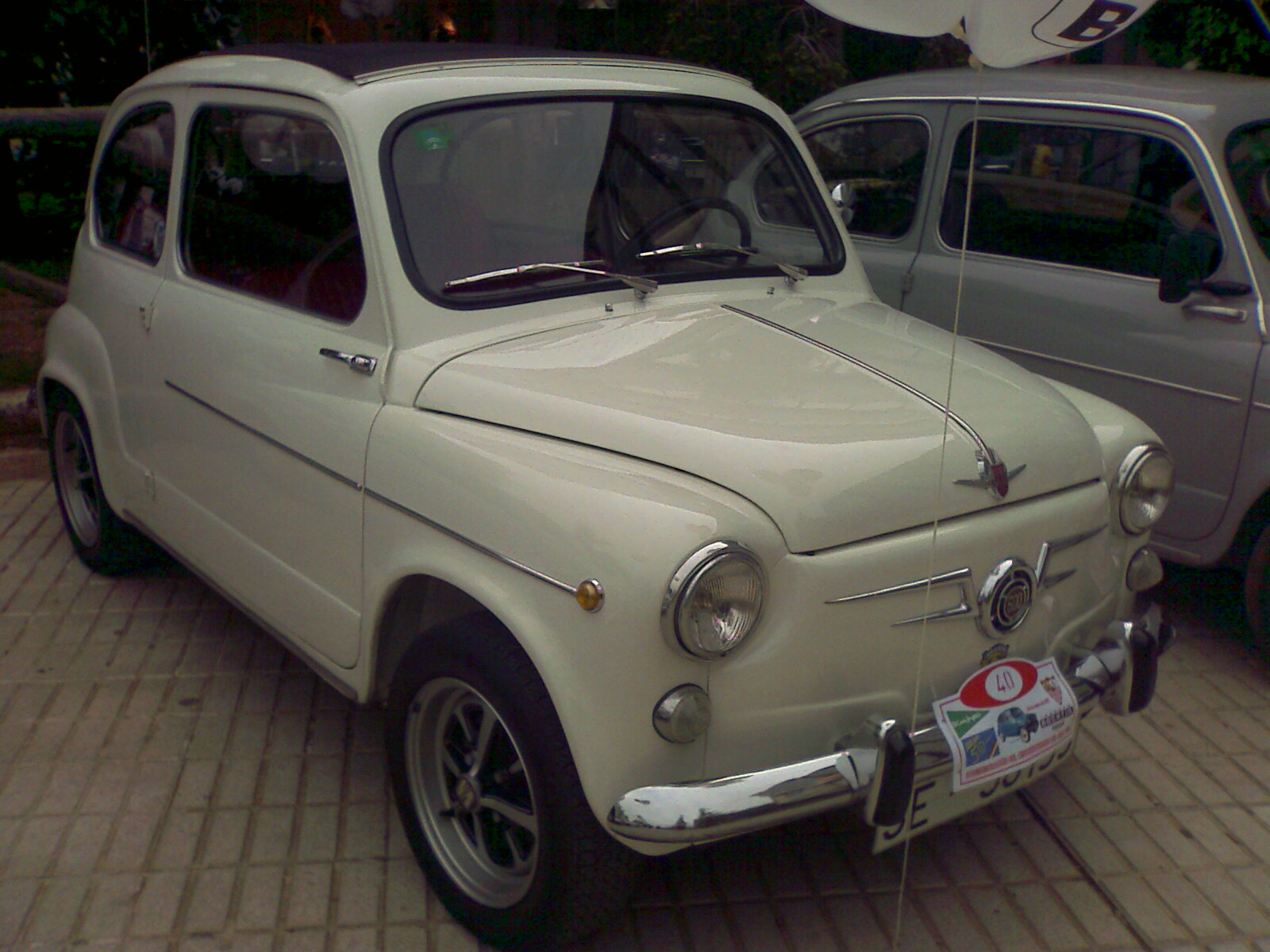
Seat 600 con puertas de suicidio.

Lista de algunos ejemplos de automóviles con puertas de suicidio:
- 1934-XXXX - Peugeot 401
- XXXX-XXXX - Peugeot 402
- Citroën 2CV (primeras series)
- Fiat Topolino
- Renault 4CV
- 1957-1973 - Seat 600 (unidades fabricadas antes de 1970)
- 1960-1969 - DKW Auto Unión 1000
- 1958-1973 - Subaru 360
- 2003-2010 - Mazda RX-8 (puertas posteriores)
- 2003-2010 - Rolls Royce Phantom (puertas posteriores)
- Rolls-Royce Phantom Drophead Coupe
- Rolls-Royce Hyperion
- 2010-2017 - Opel Meriva (versión 2009)
- Toyota FJ-Cruiser (puertas posteriores)
- Spyker D8
- Ford F-150 (puertas posteriores)
- Mazda MX 30 ELECTRICO

## Galería

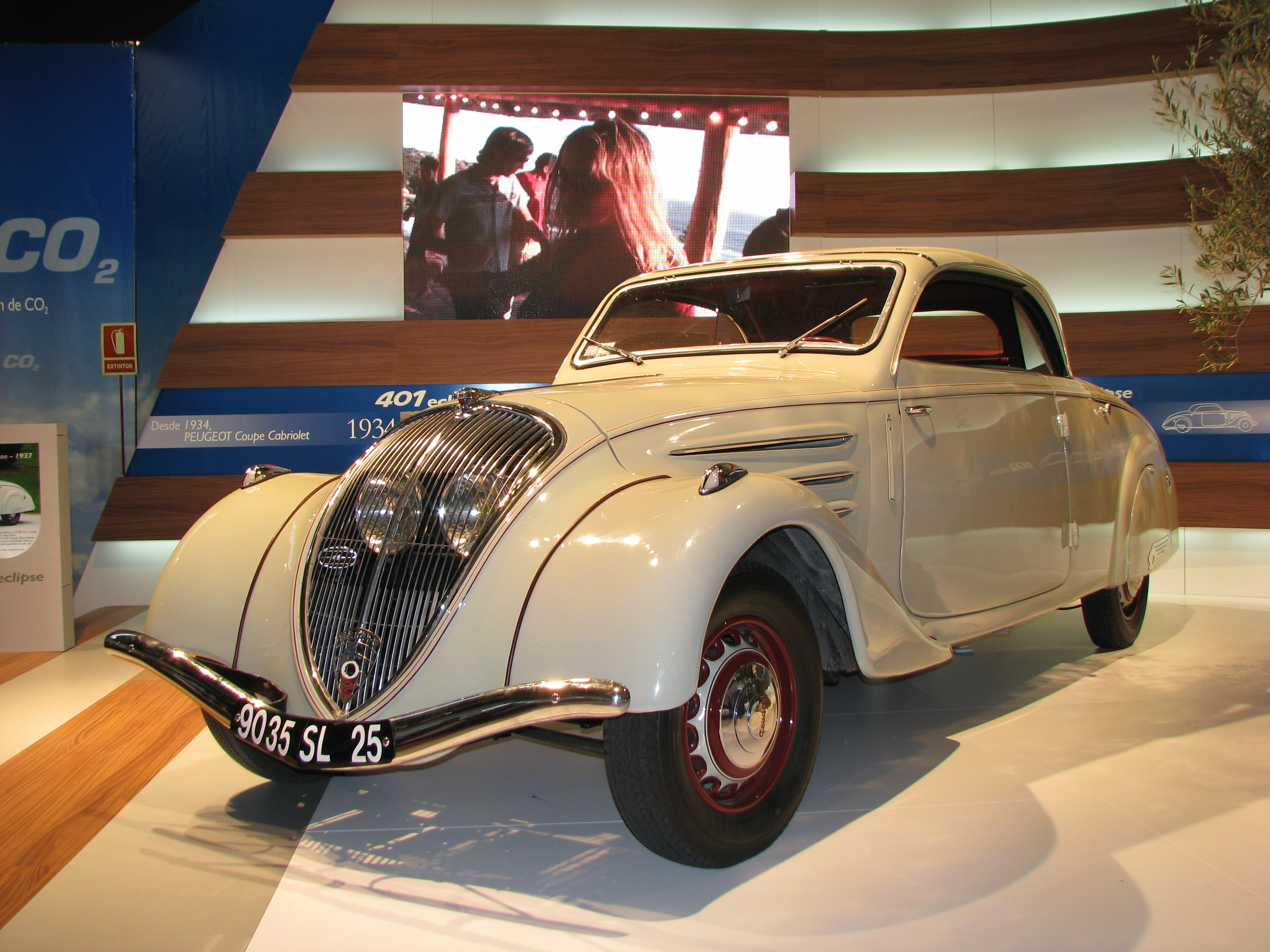
Peugeot 402 Eclipse con puerta suicida.
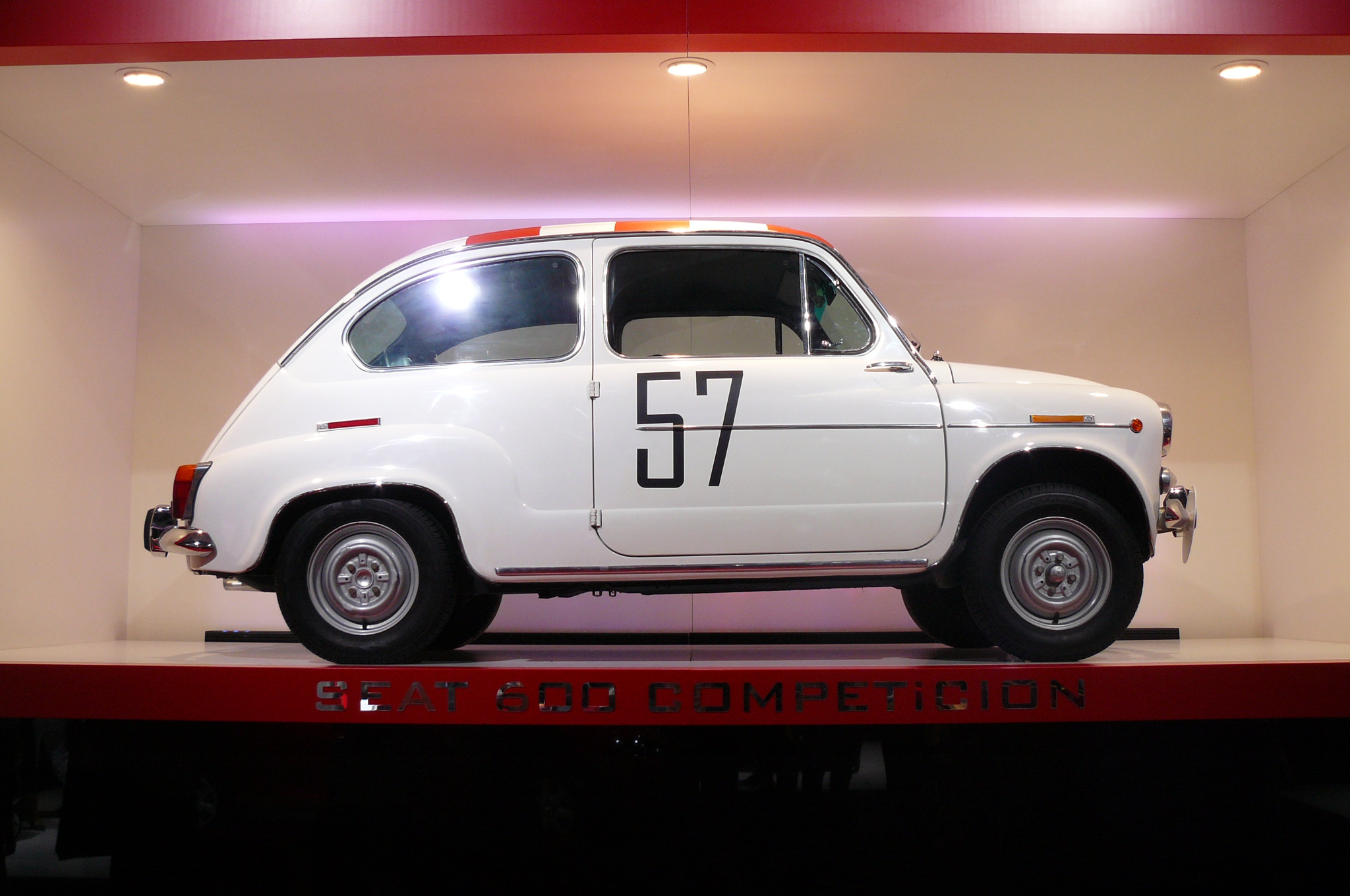
SEAT 600 Competición con puerta suicida.
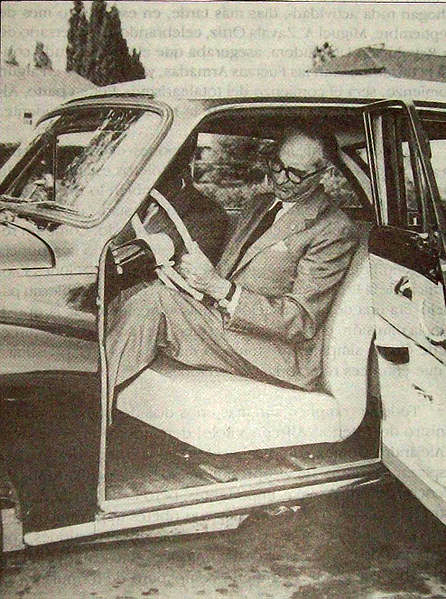
Puerta suicida del lado del conductor en un DKW Auto Unión 1000.